# Oscarverleihung 1999
Übersicht aller ausgezeichneten Filme

◄◄ | ◄ | 1995 | 1996 | 1997 | 1998 | Oscarverleihung 1999 | 2000 | 2001 | 2002 | 2003 | ► | ►►

Weitere Ereignisse
Die Oscarverleihung 1999 fand am 21. März 1999 zum letzten Mal im Dorothy Chandler Pavilion in Los Angeles statt. Es waren die 71st Annual Academy Awards. Im Jahr der Auszeichnung werden immer Filme des vergangenen Jahres ausgezeichnet, in diesem Fall also die Filme des Jahres 1998.

## Moderation
Whoopi Goldberg führte zum dritten Mal als Moderatorin durch die Oscarverleihung. Die Präsentatoren der Kandidaten sind bei den jeweiligen Kategorien weiter unten aufgeführt.

## Gewinner und Nominierungen
| Film                                      | N  | A |
| ----------------------------------------- | -- | - |
| Shakespeare in Love                       | 13 | 7 |
| Der Soldat James Ryan                     | 11 | 5 |
| Elizabeth                                 | 7  | 1 |
| Das Leben ist schön                       | 7  | 3 |
| Der schmale Grat                          | 7  | 0 |
| Armageddon – Das jüngste Gericht          | 4  | 0 |
| Gods and Monsters                         | 3  | 1 |
| Pleasantville – Zu schön, um wahr zu sein | 3  | 0 |
| Die Truman Show                           | 3  | 0 |
| Central Station                           | 2  | 0 |
| Ein einfacher Plan                        | 2  | 0 |
| Der Gejagte                               | 2  | 1 |
| Hilary & Jackie                           | 2  | 0 |
| Hinter dem Horizont                       | 2  | 1 |
| Die Maske des Zorro                       | 2  | 0 |
| Mit aller Macht                           | 2  | 0 |
| Out of Sight                              | 2  | 0 |
| Der Prinz von Ägypten                     | 2  | 1 |
| Zivilprozess                              | 2  | 0 |

### Bester Film
präsentiert von Harrison Ford
Shakespeare in Love – Donna Gigliotti, David Parfitt, Harvey Weinstein, Edward Zwick, Marc Norman
Das Leben ist schön (La Vita è bella) – Gianluigi Braschi, Elda Ferri
Der schmale Grat (The Thin Red Line) – Robert Michael Geisler, Grant Hill, John Roberdeau
Der Soldat James Ryan (Saving Private Ryan) – Ian Bryce, Mark Gordon, Gary Levinsohn, Steven Spielberg
Elizabeth – Tim Bevan, Eric Fellner, Alison Owen

### Beste Regie
präsentiert von Kevin Costner

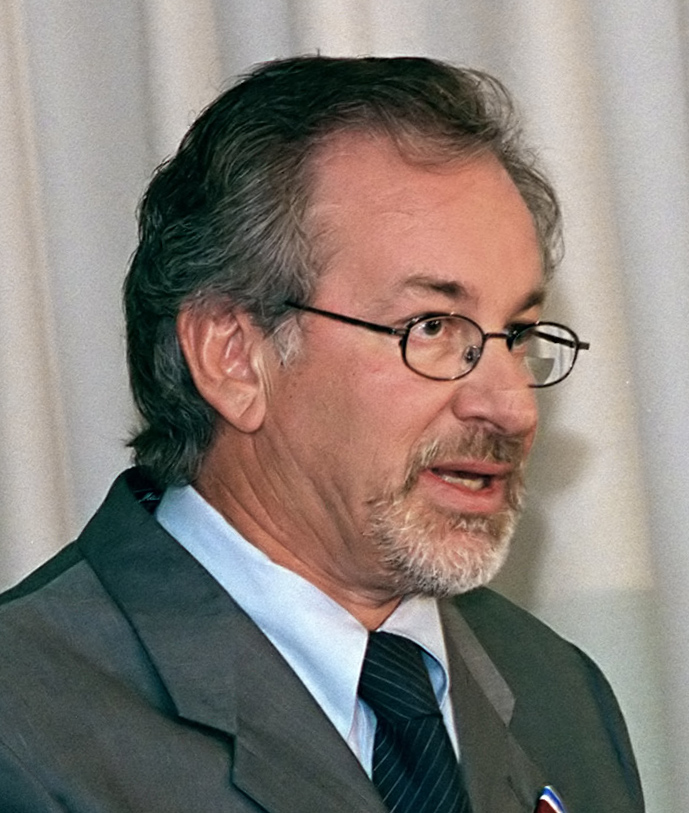
Steven Spielberg

Steven Spielberg – Der Soldat James Ryan (Saving Private Ryan)
Roberto Benigni – Das Leben ist schön (La Vita è bella)
John Madden – Shakespeare in Love
Terrence Malick – Der schmale Grat (The Thin Red Line)
Peter Weir – Die Truman Show (The Truman Show)

### Bester Hauptdarsteller
präsentiert von Helen Hunt
Roberto Benigni – Das Leben ist schön (La Vita è bella)
Tom Hanks – Der Soldat James Ryan (Saving Private Ryan)
Ian McKellen – Gods and Monsters
Nick Nolte – Der Gejagte (Affliction)
Edward Norton – American History X

### Beste Hauptdarstellerin
präsentiert von Jack Nicholson
Gwyneth Paltrow – Shakespeare in Love
Cate Blanchett – Elizabeth
Fernanda Montenegro – Central Station (Central do Brasil)
Meryl Streep – Familiensache (One True Thing)
Emily Watson – Hilary & Jackie (Hilary and Jackie)

### Bester Nebendarsteller
präsentiert von Kim Basinger
James Coburn – Der Gejagte (Affliction)
Robert Duvall – Zivilprozess (A Civil Action)
Ed Harris – Die Truman Show (The Truman Show)
Geoffrey Rush – Shakespeare in Love
Billy Bob Thornton – Ein einfacher Plan (A Simple Plan)

### Beste Nebendarstellerin
präsentiert von Robin Williams
Judi Dench – Shakespeare in Love
Kathy Bates – Mit aller Macht (Primary Colors)
Brenda Blethyn – Little Voice
Rachel Griffiths – Hilary & Jackie (Hilary and Jackie)
Lynn Redgrave – Gods and Monsters

### Bestes adaptiertes Drehbuch
präsentiert von Goldie Hawn und Steve Martin
Bill Condon – Gods and Monsters
Scott Frank – Out of Sight
Terrence Malick – Der schmale Grat (The Thin Red Line)
Elaine May – Mit aller Macht (Primary Colors)
Scott Smith – Ein einfacher Plan (A Simple Plan)

### Bestes Original-Drehbuch
präsentiert von Goldie Hawn und Steve Martin
Marc Norman, Tom Stoppard – Shakespeare in Love
Warren Beatty, Jeremy Pikser – Bulworth
Roberto Benigni, Vincenzo Cerami – Das Leben ist schön (La Vita è bella)
Andrew Niccol – Die Truman Show (The Truman Show)
Robert Rodat – Der Soldat James Ryan (Saving Private Ryan)

### Beste Kamera
präsentiert von Uma Thurman
Janusz Kamiński – Der Soldat James Ryan (Saving Private Ryan)
Remi Adefarasin – Elizabeth
Richard Greatrex – Shakespeare in Love
Conrad L. Hall – Zivilprozess (A Civil Action)
John Toll – Der schmale Grat (The Thin Red Line)

### Bestes Szenenbild
präsentiert von Gwyneth Paltrow
Martin Childs, Jill Quertier – Shakespeare in Love
Cindy Carr, Eugenio Zanetti – Hinter dem Horizont (What Dreams May Come)
Lisa Dean, Thomas E. Sanders – Der Soldat James Ryan (Saving Private Ryan)
Jay Hart, Jeannine C. Oppewall – Pleasantville – Zu schön, um wahr zu sein (Pleasantville)
Peter Howitt, John Myhre – Elizabeth

### Bestes Kostüm-Design
präsentiert von Whoopi Goldberg
Sandy Powell – Shakespeare in Love
Colleen Atwood – Menschenkind (Beloved)
Alexandra Byrne – Elizabeth
Judianna Makovsky – Pleasantville – Zu schön, um wahr zu sein (Pleasantville)
Sandy Powell – Velvet Goldmine

### Bestes Make-up
präsentiert von Mike Myers
Jenny Shircore – Elizabeth
Veronica Brebner, Lisa Westcott – Shakespeare in Love
Lois Burwell, Conor O’Sullivan, Daniel C. Striepeke – Der Soldat James Ryan (Saving Private Ryan)

### Beste Filmmusik (Original Dramatic Score)
präsentiert von Geena Davis
Nicola Piovani – Das Leben ist schön (La Vita è bella) 
David Hirschfelder – Elizabeth
Randy Newman – Pleasantville – Zu schön, um wahr zu sein (Pleasantville)
John Williams – Der Soldat James Ryan (Saving Private Ryan)
Hans Zimmer – Der schmale Grat (The Thin Red Line)

### Beste Filmmusik (Original Musical or Comedy Score)
präsentiert von Andy García und Andie MacDowell
Stephen Warbeck – Shakespeare in Love
Jerry Goldsmith, Matthew Wilder, David Zippel – Mulan
Randy Newman – Das große Krabbeln (A Bug’s Life)
Stephen Schwartz, Hans Zimmer – Der Prinz von Ägypten (The Prince of Egypt)
Marc Shaiman – Patch Adams

### Bester Original Song
präsentiert von Jennifer Lopez
„When You Believe“ aus Der Prinz von Ägypten (The Prince of Egypt) – Stephen Schwartz
„A Soft Place to Fall“ aus Der Pferdeflüsterer (The Horse Whisperer) – Allison Moorer, Gwil Owen
„I Don’t Want to Miss a Thing“ aus Armageddon – Das jüngste Gericht – Diane Warren
„That’ll Do“ aus Schweinchen Babe in der großen Stadt (Babe: Pig in the City) – Randy Newman
„The Prayer“ aus Das magische Schwert – Die Legende von Camelot (Quest for Camelot) – David Foster, Tony Renis, Carole Bayer Sager, Alberto Testa

### Bester Schnitt
präsentiert von Jim Carrey
Michael Kahn – Der Soldat James Ryan (Saving Private Ryan)
Anne V. Coates – Out of Sight
David Gamble – Shakespeare in Love
Leslie Jones, Saar Klein, Billy Weber – Der schmale Grat (The Thin Red Line)
Simona Paggi – Das Leben ist schön (La Vita è bella)

### Beste Tonmischung
präsentiert von Anjelica Huston
Andy Nelson, Ron Judkins, Gary Rydstrom, Gary Summers – Der Soldat James Ryan (Saving Private Ryan) 
Anna Behlmer, Paul Brincat, Andy Nelson – Der schmale Grat (The Thin Red Line)
Pud Cusack, Kevin O’Connell, Greg P. Russell – Die Maske des Zorro (The Mask of Zorro)
Peter Glossop, Dominic Lester, Robin O’Donoghue – Shakespeare in Love
Kevin O’Connell, Greg P. Russell, Keith A. Wester – Armageddon – Das jüngste Gericht (Armageddon)

### Bester Tonschnitt
präsentiert von Chris Rock
Richard Hymns, Gary Rydstrom – Der Soldat James Ryan (Saving Private Ryan) 
Dave McMoyler – Die Maske des Zorro (The Mask of Zorro)
George Watters II – Armageddon – Das jüngste Gericht (Armageddon)

### Beste Visuelle Effekte
präsentiert von Liam Neeson
Nicholas Brooks, Joel Hynek, Kevin Scott Mack, Stuart Robertson – Hinter dem Horizont (What Dreams May Come) 
Rick Baker, Allen Hall, Jim Mitchell, Hoyt Yeatman – Mein großer Freund Joe (Mighty Joe Young)
John Frazier, Richard R. Hoover, Pat McClung – Armageddon – Das jüngste Gericht (Armageddon)

### Bester Kurzfilm (animiert)
Bunny – Chris Wedge
The Canterbury Tales – Chris Grace, Jonathan Myerson
Jolly Roger – Mark Baker
More – Steven B. Kalafer, Mark Osborne
Når livet går sin vej – Stefan Fjeldmark, Karsten Kiilerich

### Bester Kurzfilm (Live Action)
präsentiert von Brendan Fraser
Wahlnacht – Anders Thomas Jensen, Kim Magnusson
Culture – Josh Gordon, Will Speck
Holiday Romance – Alexander Jovy, J. J. Keith
La carte postale – Vivian Goffette
Victor – Joel Bergvall, Simon Sandquist

### Bester Dokumentarfilm (Kurzfilm)
präsentiert von Ben Affleck und Matt Damon
The Personals: Improvisations on Romance in the Golden Years – Keiko Ibi
A Place in the Land – Charles Guggenheim
Sunrise Over Tiananmen Square – Donald McWilliams, Shui-Bo Wang

### Bester Dokumentarfilm (Langform)
präsentiert von Ben Affleck und Matt Damon
Die letzten Tage – Kenneth Lipper, James Moll
Dancemaker – Matthew Diamond, Jerry Kupfer
Die Farm – Liz Garbus, Jonathan Stack
Lenny Bruce: Swear to Tell the Truth – Robert B. Weide
Wir bedauern, Ihnen mitteilen zu müssen – Janet Cole, Barbara Sonneborn

### Bester fremdsprachiger Film
präsentiert von Sophia Loren
Das Leben ist schön (La Vita è bella), Italien – Roberto Benigni
Central Station (Central do Brasil), Brasilien  – Walter Salles
El abuelo, Spanien – José Luis Garci
Kinder des Himmels (Bacheha-ye aseman), Iran – Majid Majidi
Tango, Argentinien – Carlos Saura

## Ehren-Oscars

### Honorary Award
präsentiert von Robert De Niro und Martin Scorsese
- Elia Kazan

### Irving G. Thalberg Memorial Award
präsentiert von Nicolas Cage
- Norman Jewison